# Аја Бјанка ди Сото (Пиза)
Аја Бјанка ди Сото (итал. Aia Bianca di Sotto) је насеље у Италији у округу Пиза, региону Тоскана.
Према процени из 2011. у насељу је живело 48 становника. Насеље се налази на надморској висини од 48 м.